# Велімір Валента
Велімір Валента (хорв. Velimir Valenta; нар. 21 квітня 1929, Кліс, Хорватія — пом. 27 листопада 2004, Мендрізіо, Тічино, Швейцарія) — югославський академічний веслувальник хорватського походження. Олімпійський чемпіон (1952).

## Життєпис
На літніх Олімпійських іграх 1952 року в Гельсінкі (Фінляндія) став олімпійським чемпіоном серед четвірок розпашних без стернового (з результатом 7:16.0).